# Mostefa Ben Brahim (distrito)
Mostefa Ben Brahim é um distrito localizado na província de Sidi Bel Abbès, Argélia.[carece de fontes?] Sua capital é a cidade de mesmo nome.

## Comunas
O distrito está dividido em quatro comunas:
- Mostefa Ben Brahim
- Tilmouni
- Zerouala
- Belarbi